# ボブジ
ボブジ（Bobuji、1986年9月30日 - ）は、日本のドラマー、パーカッショニスト。血液型はO型。大分県中津市出身。本名は今村信浩（いまむらのぶひろ）。

## 概要
東京スクールオブミュージック専門学校渋谷を卒業。2008年から元UP-BEATの水江慎一郎をはじめ、藤井豊や宇田隆志と一緒にココロノボスのメンバーとして活動。ダンスとパーカッションのコラボレーションユニットであるタロー&ジローのリーダーを務め、2008年にテレビ番組スーパーチャンプルにも出演。
2011年には元JUDY AND MARYの五十嵐公太や酒井麿らによる打楽器に特化したイベントDrumming Highに出演。
2013年にはネパールの国民的バンドTHE BUDSのDpace Shrestha率いるDpace & the Bandでオーストラリア公演を行う。
2014年1月よりCoolRunningsのサポートドラマーとして活動し、2017年1月に正式メンバーとして加入。オーディションライブ「GO TO JAPAN JAM 2018」で優勝し、ロッキング・オン主催「JAPAN JAM 2018」に出演。
2021年からKOYOMI BANDのドラマーとして活動し、2022年サウジアラビアで開催された Jeddah Season 2022「ANIME VILLAGE」、同年、アラブ首長国連邦シャールジャで開催された「HERO VS VILLAIN」に初の日本人バンドとして出演。2024年にはアラブ首長国連邦アブダビで開催された「ANIMENIA ABU DHABI」に出演。KONAMIの音楽ゲームに「恋愛観測 -Rock Band Ver.-」が収録されている。
母校である東京スクールオブミュージック専門学校渋谷でのドラム講師の他、相模大野の相模楽器株式会社にてカホン&ジャンベ教室やエレキベース教室やアコースティックギター教室やエレキギター教室を担当している。2024年にはテレビ神奈川の番組「猫のひたいほどワイド」でカホン&ジャンベ教室が紹介される。
ドラムやパーカッションをはじめギターやベース、ボーカルもこなすマルチプレイヤーであり、Youtube等に一人で複数の楽器を演奏する動画を公開している。
EVANSドラムヘッドとPROMARKドラムスティックのエンドーサーとして契約している
。

## ドラムセット
メインのドラムは大久保宙より譲り受けたYAMAHA社のMAPLE CUSTOM ABSOLUTEを使用。色はシルバースパークル。

## 名前の由来
- 小学4年生の時に、バレーボール部の先輩からいきなり「お前、昨日オレの夢に出てきたぞ。名前が羊のボブじいさんだった。」と言われ、略して「ボブジ」と名づけられた。（本人ブログより）

## ディスコグラフィー
- The Birthday (Revolt) - 2007年
- NGOMA（大久保宙） - 2007年
- ISOLA BELLA（海津幸子） - 2008年
- Rhythm BoX（大久保宙） - 2008年
- Clip Mix vol.4（ココロノボス） - 2009年
- KANON（松川かの子） - 2010年
- JAPANESE LIFE（Dpace & the Band） - 2013年
- サイノハテ(CoolRunnings) - 2014年
- TIMELESS IMAGINATION(CoolRunnings) - 2015年
- LIVE ALIVER (CoolRunnings) - 2018年
- ASTEROID（KOYOMI BAND）-2024年